# Vigipirate

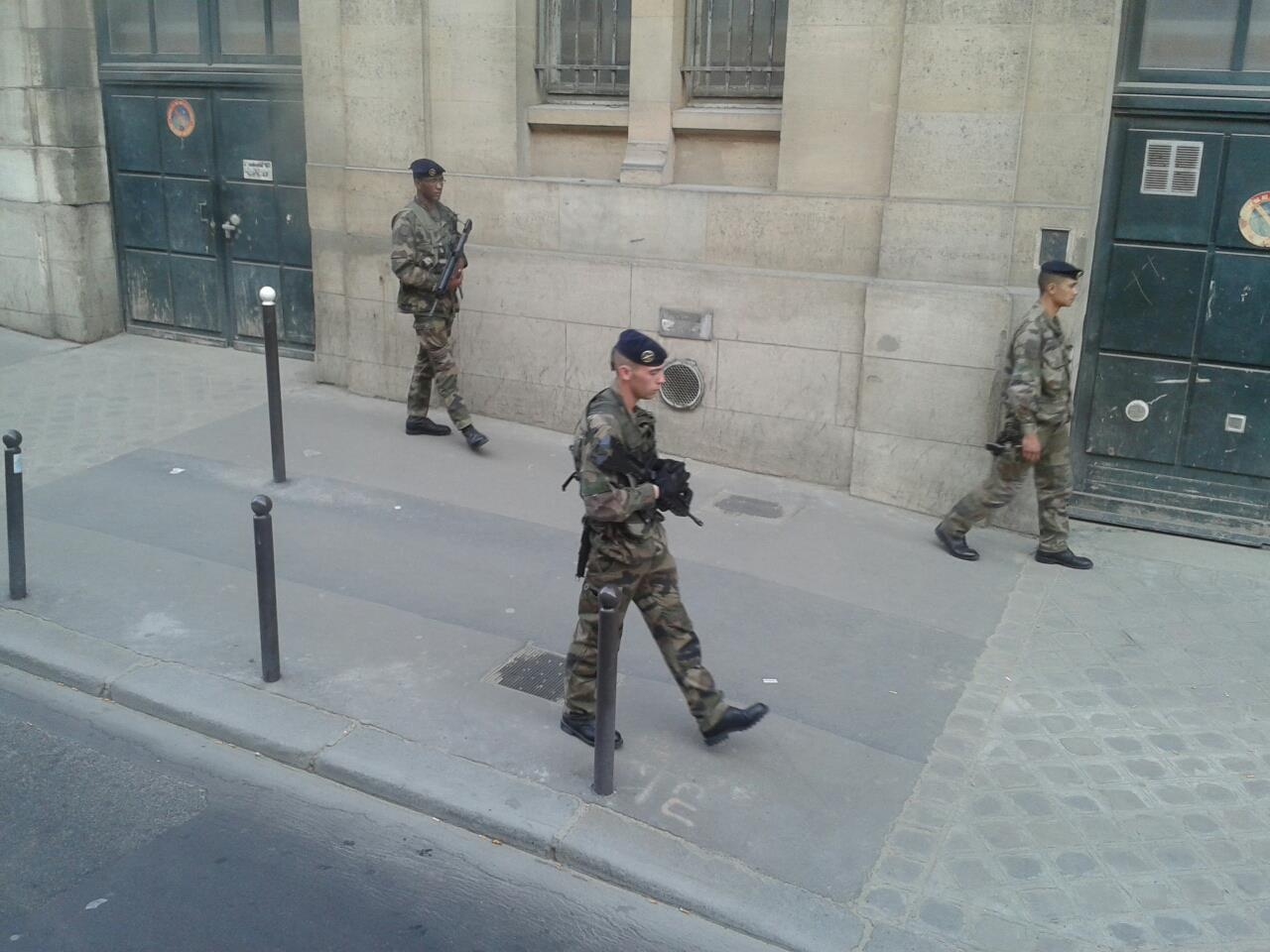
Franse soldaten patrouilleren de straten van Parijs

Vigipirate (Frans: Plan Vigipirate) is een Frans systeem dat terroristische daden moet voorkomen en – indien nodig – bestrijden. Het heeft twee doelstellingen: bescherming van de bevolking, de infrastructuur en de instellingen, en actie ondernemen in geval van terroristische acties op nationaal grondgebied of in het buitenland waar Fransen of Franse belangen in het geding zijn.

## Geschiedenis
Het systeem werd ingevoerd in 1978, tijdens het presidentschap van Valéry Giscard d'Estaing, nadat in Europa een reeks terroristische aanslagen plaats had gevonden. Het systeem werd verschillende keren aangepast, met name na de aanslagen van 11 september 2001 en het laatst in 2006.
Het systeem werd voor het eerst toegepast in 1991, tegen een kostprijs die toen geschat werd op meer dan een miljoen frank per dag.
Het plan hangt samen met de plannen Biotox, Piratox, Piratome, Piratair-Intrusair, Pirate-mer en Piranet.
Het plan houdt in juridische zin een 'noodtoestand' in, omvat uitzonderingen op de Franse grondwet en kan worden aangevuld door de huidige noodtoestand.
Het Plan Vigipirate is een gouvernementeel plan, dat goedgekeurd werd door de toenmalige premier Raymond Barre van Frankrijk.

## Niveaus van gevaar (tot 20 februari 2014)
| Level | Kleur      | Betekenis                                                              | Ondernomen handelingen |
| ----- | ---------- | ---------------------------------------------------------------------- | --- |
| 0     | Wit        | Geen gevaar                                                            | Geen gevaar |
| 1     | Geel       | Onduidelijke bedreiging / verhoging waakzaamheid                       | Stijging beveiligingsniveau om vage, al dan niet reële gevaren te confronteren, door middel van plaatselijke maatregelen, die de normale activiteiten zo min mogelijk storen. Men bereidt zich ook voor op overgang tot "oranje" of "rood" niveau.                                                                      |
| 2     | Oranje     | Waarschijnlijke bedreiging / voorkómen terroristische handelingen      | Maatregelen nemen tegen aannemelijke risico's van terroristische acties, met inbegrip van middelen die (matig) storend zijn voor normale publieke activiteiten. Men bereidt zich ook voor op een overgang tot "rood" of zelfs "scharlaken" niveau.                                                                      |
| 3     | Rood       | Zeer waarschijnlijke kans op bedreiging / voorkómen ernstige aanslagen | Maatregelen nemen tegen een bewezen risico van een of meerdere terroristische aanvallen, met inbegrip van maatregelen om de openbare instellingen te beschermen en de invoering van geschikte middelen voor redding en reactie, waarbij grote mate van verstoring van de sociale en economische activiteit mogelijk is. |
| 4     | Scharlaken | Duidelijke dreiging / voorkómen grote aanslagen                        | Bestrijden van een risico van grote, ernstige aanvallen, met behulp van niet-conventionele middelen die ter verwoesting van de omgeving kunnen zorgen; voorbereiden tot geschikte activiteiten ter redding. Middelen die zeer verstorend zijn op de sociale en economische activiteit zijn toegestaan.                  |

## Niveaus van gevaar (sinds 20 februari 2014)
- Waakzaamheid betrachten (Vigilance)
- Aanvalswaarschuwing (Alerte attentat)

## Geschiedenis van alarmniveaus

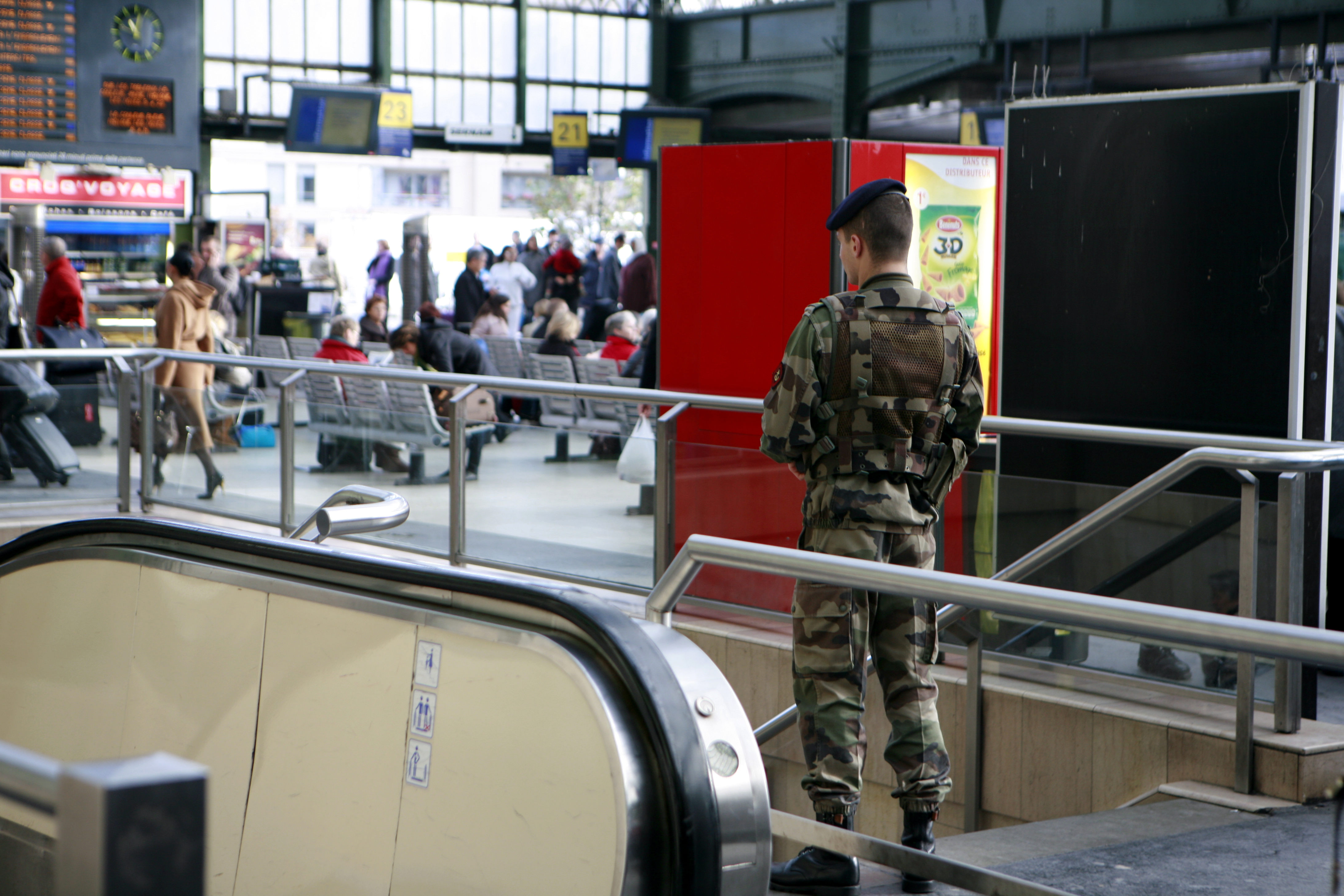
Franse marinier op wacht in Gare de Lyon

| 2 januari 1991    | Fase 1              | Eerste voorkomen van fase 1 tijdens de Golfoorlog                                                      |  |  |
| 17 januari 1991   | Fase 2              | Begin van de aanvallen tijdens Operatie Desert Storm                                                   |  |  |
| 26 april 1991     | Opheffing           | |  |  |
| 8 september 1995  | Fase 2              | Na de auto-explosie bij een Joodse school in Villeurbanne                                              |  |  |
| 15 januari 1996   | Verlichting         | |  |  |
| oktober 1996      | Schorsing           | |  |  |
| 3 december 1996   | Reactivatie         | Na een aanval op het RER-station Port-Royal in Parijs                                                  |  |  |
| 1998              | Versterking         | Door de 1998 World Cup                                                                                 |  |  |
| 24 april 1999     | Versterking         | Door de Kosovo-oorlog                                                                                  |  |  |
| 24 april 1999     | Reactivatie         | In het begin van de aanvallen op Corsica                                                               |  |  |
| 27 december 1999  | Reactivitie         | Ter voorbereiding op de mogelijke gevolgen van de millenniumbug                                        |  |  |
| 11 september 2001 | Versterking         | Na de aanslagen op 11 september 2001 in de Verenigde Staten                                            |  |  |
| 5 juni 2002       | Prorogatie          | Geprorogeerd door de nieuwe Eerste Minister Jean-Pierre Raffarin.                                      |  |  |
| 9 september 2002  | Prorogatie          | Uitbreiding van Vigipirate versterkt na de aanslagen op 11 september 2001                              |  |  |
| 6 december 2002   | Versterking         | Eindejaarsfeesten                                                                                      |  |  |
| 20 maart 2003     | Versterking         | In het begin van de Irakoorlog                                                                         |  |  |
| 20 maart 2003     | Oranje niveau       | Hervorming van Vigipirate en invoering van de kleurenniveaus door de Golfoorlog                        |  |  |
| 17 mei 2003       | Oranje niveau       | Na het bombardement op Casablanca in 2003                                                              |  |  |
| 2 oktober 2003    | Geel niveau         | Verkiezingen voor Eerste Minister                                                                      |  |  |
| 1 december 2003   | Oranje niveau       | Door de festiviteiten                                                                                  |  |  |
| 26 januari 2004   | Geel niveau         | |  |  |
| 12 maart 2004     | Rood niveau         | Enkel in transport, op andere plaatsen oranje niveau.                                                  |  |  |
| 24 mei 2004       | Rood niveau         | Gedurende de week dat de invasie in Normandië gevierd werd                                             |  |  |
| 8 juni 2004       | Oranje niveau       | |  |  |
| 8 juli 2004       | Oranje niveau       | |  |  |
| 7 juli 2005       | Rood niveau         | Na de bomaanslagen in Londen in 2005                                                                   |  |  |
| 10 oktober 2005   | Rood niveau         | Nieuwe maatregelen ingevoerd                                                                           |  |  |
| 8 november 2005   | Noodtoestand        | Noodtoestand als gevolg van de onlusten in Frankrijk in 2005                                           |  |  |
| 4 januari 2006    | Rood niveau         | Einde van de noodtoestand                                                                              |  |  |
| juli 2006         | Rood niveau         | Nieuwe maatregelen ingevoerd                                                                           |  |  |
| 16 december 2008  | Rood niveau         | Nadat explosieven gevonden werden in een warenhuis                                                     |  |  |
| augustus 2010     | Rood niveau         | Beschermingsmaatregelen zijn versterkt                                                                 |  |  |
| september 2010    | Rood niveau         | Versterking van de veiligheid in het hele land                                                         |  |  |
| november 2010     | Rood niveau         | Nadat 5 verdachten van terrorisme aangehouden zijn                                                     |  |  |
| mei 2011          | Rood level          | Na de dood van Osama bin Laden                                                                         |  |  |
| 19 maart 2012     | Scharlaken niveau   | Na de schietpartijen in de Midi-Pyrénées. Eerste voorkomen van het scharlaken niveau                   |  |  |
| 24 maart 2012     | Rood niveau         | Niveau verlaagd nadat de verdachte van de schietpartijen aangehouden werd                              |  |  |
| 7 januari 2015    | Aanvalswaarschuwing | Niveau verhoogd na de aanslag op het Parijse redactiebureau van het satirische weekblad Charlie Hebdo. |  |  |